# 藤戸の戦い

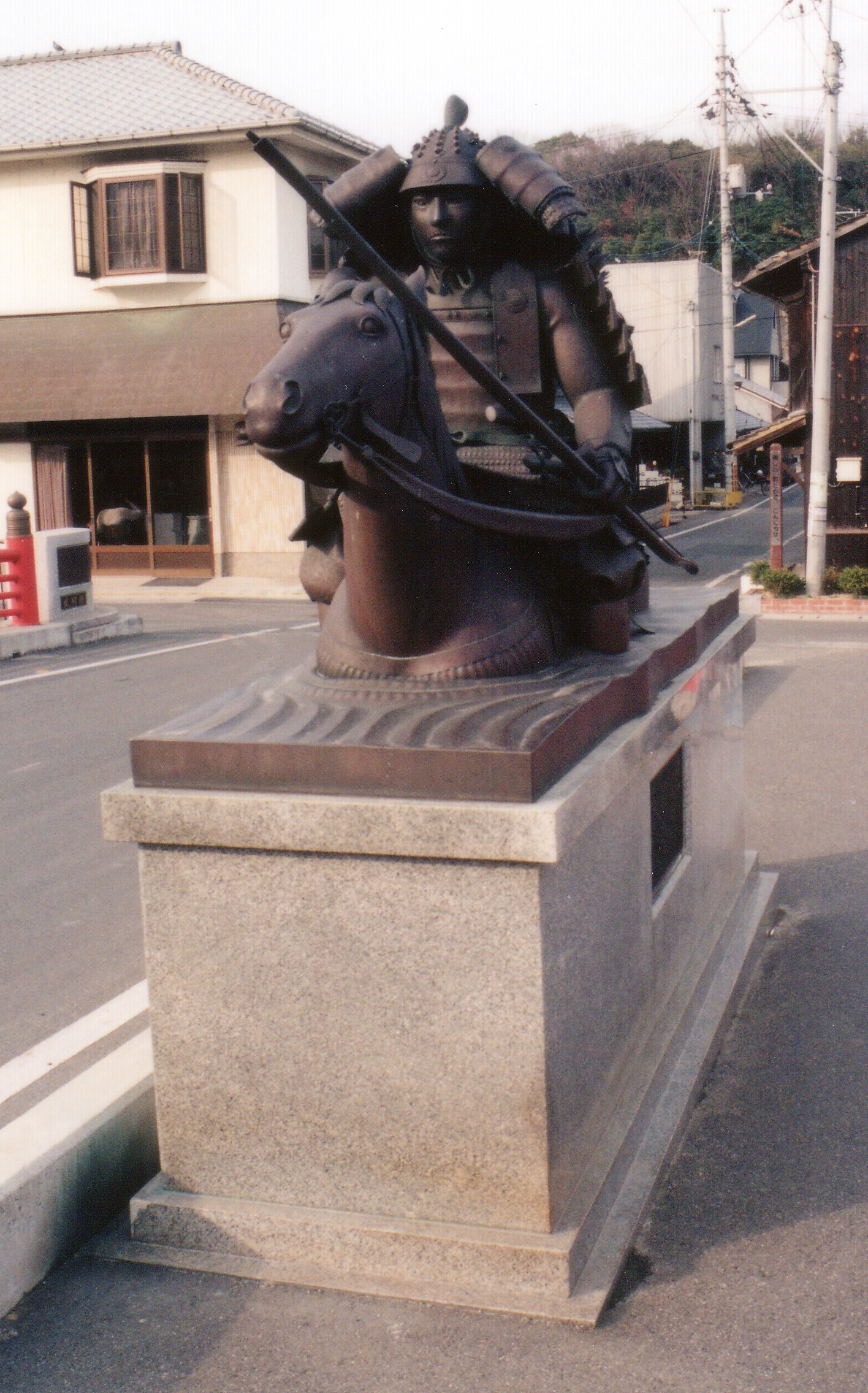
藤戸古戦場跡に建てられた佐々木盛綱の像

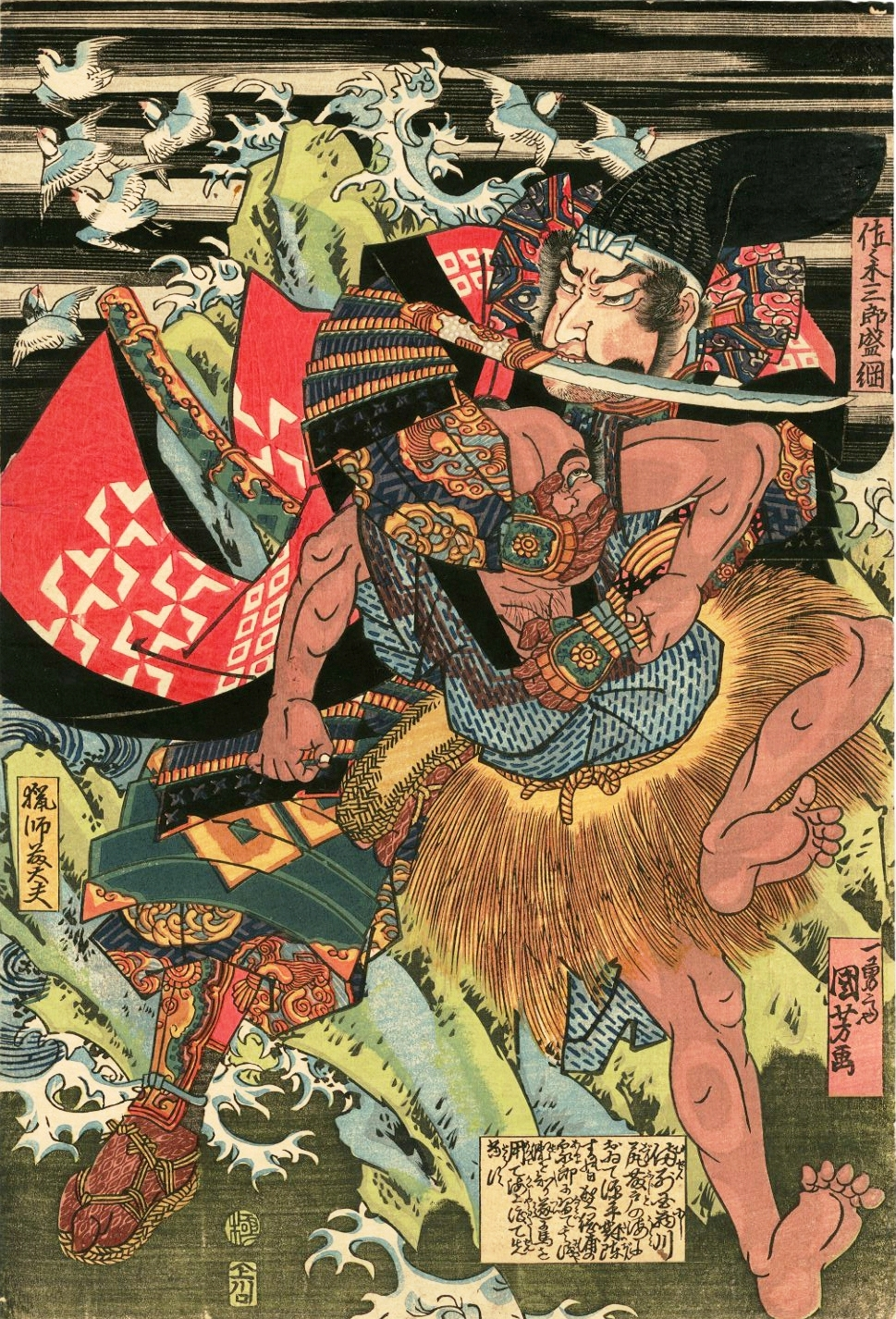
漁師を殺す佐々木盛綱（歌川国芳画）

藤戸の戦い（ふじとのたたかい）は、平安時代の末期の寿永3年/元暦元年12月7日（ユリウス暦:1185年1月10日）に備前国児島の藤戸と呼ばれる海峡（現在の岡山県倉敷市藤戸）で源範頼率いる平氏追討軍と、平家の平行盛軍の間で行われた戦い。治承・寿永の乱における戦いの一つ。藤戸合戦、児島合戦とも言う。

## 経過
寿永3年2月7日（1184年3月20日）の一ノ谷の戦いで敗れた平氏は西へ逃れた。平氏は瀬戸内方面を経済基盤としており、備前・備中などの豪族も大半が平氏家人であり、瀬戸内海の制海権を握っていた。
寿永3年/元暦元年9月1日 (旧暦)（1184年10月7日）、源範頼率いる平氏追討軍は京を出発して西国へ向かった。海上戦に長けた平氏軍に対し、水軍を持たない追討軍はその確保が課題であった。瀬戸内海の武士団を味方に付けるべく、鎌倉の頼朝は9月19日に平氏から離反したと思われる讃岐国の家人に対して、西国伊予国の武士橘公業に従い、平家討伐のため鎮西に向かうことを命じている。また武蔵国の御家人豊島有経が紀伊国の守護に任じられ、兵士や兵糧の調達にあたった。また梶原景時は10月に淡路国で水軍の調査を行い、石見国の有力武士益田兼高を源氏方に付けるなど軍事・政治両面での工作活動を行っている。
しかし源氏軍の水軍確保は進まず、範頼は10月に安芸国まで軍勢を進出させたが、屋島から兵船2000艘を率いて来た平行盛によって兵站を絶たれ、11月中旬になると範頼から鎌倉の頼朝へ兵糧の欠乏と東国武士たちの士気の低下を訴える手紙が次々送られている。
現在の藤戸周辺は干拓により陸地となっているが合戦の当時は海に島が点在している状態であった。平行盛は500余騎の兵を率いて備前児島（現在の児島半島）の篝地蔵（かがりじぞう、倉敷市粒江）に城郭を構えた。九州上陸を目指す源氏軍にとって、この山陽道の平氏拠点の攻略は必須課題であり、追討軍の佐々木盛綱が城郭を攻め落とすべく幅約500mの海峡を挟んだ本土側の藤戸（現在の倉敷市有城付近）に向かう。『吾妻鏡』によると、波濤が激しく船もないため、渡るのが難しく盛綱らが浜辺に轡を止めていたところ、行盛がしきりに挑発した。盛綱は武勇を奮い立たせ、馬に乗ったまま郎従6騎を率いて藤戸の海路三丁余りを押し渡り、向こう岸に辿り着いて行盛を追い落としたという。平氏軍は敗走し、讃岐国屋島へと逃れた。
この合戦は『平家物語』「藤戸合戦」の段で9月の事として書かれ、盛綱の活躍も吾妻鏡と一致しているが、盛綱が先陣の功を狙って浦の男に地形を尋ね、浅瀬を見つけた後で口封じの為に男を殺してしまう場面は、覚一本など語り本系『平家物語』のみに見られ、延慶本や『源平盛衰記』にはない話である。

## 謡曲「藤戸」
謡曲「藤戸」は能において多く演じられる演目の一つである。
浅瀬の存在を聞いた盛綱は先陣の功を他人に奪われることを恐れ、教えた若者の漁師を殺害したという。このエピソードを元に室町時代に世阿弥により作られた。
謡曲の内容は以下の通りである。
1. 前段：盛綱はこの戦いの功績で児島に所領を与えられた。領地に赴いた盛綱に殺害された若者の老いた母親が恨みを訴える。
2. 後段：殺害を後悔した盛綱は若者の法要（管弦講）を営む。法要が行われていた明け方近くに若者の亡霊が現れる。若者は盛綱に祟りを及ぼそうとするが、盛綱の供養に満足し、やがて成仏する。

## 伝説
佐々木盛綱に殺された若者の母親は、息子を殺した佐々木盛綱に通じる「笹」を山からすべて引き抜いた。以後、この山には笹は生えず、笹無山と呼ぶようになった。
佐々木盛綱の殺された若者を悼んで藤戸寺で行われた法要で供物とされた饅頭が藤戸饅頭の始まりと伝えられている。